# Stanley (motorfiets)
Stanley is een historisch Brits merk van motorfietsen.
De bedrijfsnaam was: Stanley Bicycle & Motor Co., Coventry.
Stanley was een Engelse fietsenfabriek die in 1902 2½ pk eencilinder-motorfietsen ging bouwen. De productie werd later door Singer overgenomen, waarschijnlijk nog vóór 1905.